# Lentepunt

Lentepunt

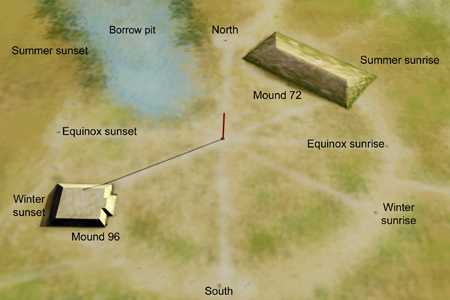
Illustratie van een gedeelte van Cahokia Mounds, de overblijfselen van de woodhenge bij heuvel 72 en heuvel 96 tonen zonsopkomst en zonsondergang op de langste dag, de kortste dag en de equinoxen

Het lentepunt is op een geocentrische hemelbol een van de twee snijpunten van de baan van de zon (de ecliptica) met de hemelevenaar. Het is de oorsprong van zowel het equatoriale coördinatenstelsel als het ecliptische coördinatenstelsel. Het lentepunt bevindt zich op dit moment in het sterrenbeeld Vissen.
Tijdens de lente-equinox, die valt rond 21 maart (hij kan vallen op 18 tot en met 22 maart), gaat de Zon door het lentepunt. Het is dan het begin van de lente op het noordelijk halfrond. Samen met de herfstequinox (herfstpunt) zijn dit de enige twee dagen van het tropisch jaar dat de zon precies in het oosten opkomt en in het westen ondergaat. De dag en de nacht duren tijdens de equinoxen ruwweg even lang (aequus = gelijk, nox = nacht).
De periode tussen twee lentepuntdoorgangen van de zon is het tropisch jaar.
Door precessie verschuift het lentepunt zich ten opzichte van de vaste sterren langzaam in westelijke richting, ongeveer één graad per 71,58 jaar (25 770 jaar gedeeld door 360 graden). 
Omdat het verschuivende lentepunt als nulpunt van het astronomisch coördinatenstelsel gebruikt wordt, moet bij vermelding van posities altijd aangegeven worden voor welk tijdstip deze gelden. Dit wordt de epoche genoemd. De equinox 2000.0 ofwel de standaardepoche J2000, is de positie waar het lentepunt zich bevond op 1 januari 2000, 12:00 UTC.